# زيزي مصطفى (ممثلة)
زيزي مصطفى (2 يونيو 1945  - 12 فبراير 2008 )، ممثلة مصرية.

## عن حياتها
ولدت في القاهرة وبدأت التمثيل في سن السادسة عشرة، حيث شاركت في فيلم (بين السماء والأرض) الذي أخرجه صلاح أبو سيف العام 1959. وفي العام التالي شاركت في فيلم المراهقات ثم قامت بأول بطولة سينمائية في فيلم البوسطجي وذلك بعام 1968 أمام شكري سرحان وصلاح منصور ويعد الفيلم من علامات السينما المصرية.

### وفاتها
توفيت في 12 فبراير 2008 في منزلها بمصر الجديدة، إثر نوبة قلبية حادة عن عمر ناهز 62 عاماً.

## أعمالها

### من الأفلام
| - لخمة راس:2006 - في محطة مصر:2006 - حريم كريم:2005-والدة مها - صايع بحر:2004-ام ميريت - شبر ونص:2004 - اللحظات التي اختفت:2001 - حرامية في كي جي تو:2001-أم ريم - ونسيت إني امرأة:1994-سميرة - نوع آخر من الجنون:1992-ليلى ام شريف - زوجة رجل مهم:1988-سميحة - الطعم والسنارة:1988 - قبل الوصول لسن الانتحار:1987 - شارع السد:1986 - عشرة على عشرة (10 على 10):1985-عايدة - لك يوم يابيه:1984 | - الحريف:1984-عزيزة - عمل أيه الحب في بابا:1980 - دعوني انتقم:1979-هدى - وداعاً للعذاب:1978-سلوى - ابنة خال نور - انتبهوا ايها السادة:1978-شقيقة الدكتور جلال - دائرة الانتقام:1976 - العاشقات:1976-سهير - احترسي من الرجال يا ماما: 1975 - زائر الفجر:1975-سعاد - اشرف خاطئة:1973 - صور ممنوعة ( القصة الأولى ممنوع):1972 - الخوف:1972 - مكان للحب:1972 - امرأة ورجل:1971-حميدة - بنات في الجامعة:1971-أميرة - حرامي الورقة:1970 | - المراية:1970-هدى - أبواب الليل:1969-صفية - البوسطجي:1968-جميلة - المتمردون:1968 - قصر الشوق:1967-مريم احمد رضوان - سيد درويش:1966 - النشال:1963-عفاف - دنيا البنات:1962-أمينه - مذكرات تلميذة:1962-رجاء - بين السماء والأرض:1960-حبيبة الشاب المقدم على الانتحار - المراهقات:190-صفية - إسماعيل يس في الطيران:1959-شخصيتها الحقيقية - لحظات حب - ساعة بعمر انسان:إحسان الممرضة - 2001: اللحظات التي اختفت |

### من المسلسلات
| - كلمة حق:2008 - تامر وشوقية (ج2):2008 - سيت كوم - عيون و رماد:2007 - الفريسة والصياد:2007 - الملك فاروق:2007-الأميرة شويكار خانم أفندي - عسكر و حرامية:2007 - قضية رأي عام:2007 - دنيا:2007-كاميليا - المخبر الخاص:2007 - راجل وست ستات (ج1، 2):2007 - سيت كوم-إنعام - شخلول:2006 - كشكول لكل مواطن:2006 - أحزان مريم:2006-جيهان - حارة الزعفراني:2006 - الحب بعد المداولة:2006 - حياتي أنت:2006-ضيف شرف - سوق الخضار:2006 - أحلام في البوابة:2005 - ريا وسكينة:2005 - ينابيع العشق:2005 - من غير ميعاد:2005 - رياح الغدر:2005-والدة رانيا - أوراق مصرية (ج4):2004-ضيفة شرف - المرسي والأرض:2004 - أحلام البنات:2004-ضيفة شرف | - الصعود إلى القلب:2004 - حكايات زوج معاصر:2003 - تحت الريح:2003 - رياح الماضي:2003 - فارس الرومانسية:2003 - أولاد الأكابر:2003 - حسك عينك:2002 - أمر ازالة:2002 - بين شطين و مية:2002 - بلد المحبوب:2002 - حرس سلاح:2002-إحسان أم رضوى و زاهية و هادية و زوجة كمال - الرقص على سلالم متحركة:2001-ميمي - الخير ينتصر أحيانا:2001 - الوجه الغامض:2001 - ليلة مقتل العمدة:2000-تركية - الجاني مين:2000 - البصمة:2000 - زيزينيا (الليل والفنار):2000-ألطاف - دقات الساعه:2000 - الذئب:1999 - لما التعلب فات:1999 - أوقات خادعة:1999 - ميراث الشر:1999 - نوبة صحيان:1999 - شباب رايق جدا:1998-أم ماجد | - الجانب الآخر:1998 - شيء غير الحب:1998 - ومنين أجيب ناس:1998 - كعب داير:1998 - بيت أبو الفرج:1998 - الفهلوى:1998 - المهمة الاخيرة:1998 - أيام الضحك والدموع:1998 - حارة المحروسة:1997 - أبناء دهشان:1997 - حياة الجوهري:1996-فكرية - أحلام كو:1996 - وسادسهم الزمن:1996 - أمواج لاتصل إلى شاطئ:1996-نعمه - أنا وزوجتي والنصاب:1996 - الوهم و السلاح:1995 - هي وهؤلاء:1995 - هي وهولاء:1995 - الصبر في الملاحات:1995 - أهل القمة:1994 - سور مجرى العيون:1993 - عروس البحر:1993 - المنزل الخلفي:1992 - ليالي الحلمية: (ج4، 5) (1992، 1995)-فاطمة وهدان المرزوقي - تحت ظلال السيوف:1991-جارية ضرار | - اللاعبون بالنار:1990-أمينة السلحدار - البحث عن فرصة:1990 - محاكمة الجيل:1989 - أنا وانت وبابا في المشمش:1989-نور الهدى معتمد نجعاوي/نورا الدالي - الرجاء التزام الهدوء:1989 - الكهف و الوهم والحب:1989 - مع مرتبة الشرف:1987 - كوم الدكة:1987 - السرايا:1987 - برج الاكابر:1987 - القاهرة 80:1986 - بوابة المتولي:1985-فواكه - رسول الإنسانية:1985 - حكايات هو و هي:1985 - الاحباب والمصير:1984 - محمد رسول الله (ج4):1984 - عطفة خوخة:1983 - بين السرايات:1983 - أعقل زوجين في العالم:1982-وفية - الأزهر الشريف منارة الإسلام:1982 - وفيه ناس طيبين:1981 - الثأر قبل الحب أحيانا:1981 - القناع الزائف:1980-عنايات هانم - أبنائي الأعزاء..شكراً:1979-بدرية - زوجة رأفت | - الشوارع الخلفية:1979 - الآنسة:1979-فوزية - أحلام الفتى الطائر:1978-دلال - هروب:1976 - الأخرس و القلادة الخشبية:1972-قطر الندى - ذكريات بعيدة:1967 - الرحيل:1965 - الساقية:1965 - الضحية:1964 - الوهم:24 - سهرة تليفزيونية-هدى - الطاحونة (ج1) - الصقر الذهبي - الزائرون - الدنيا و ما فيها - جنة حتحوت - ولاد حارتنا - خفايا البيوت - ثم تشرق الشمس - في المرآة - بعد العاصفة - السحت - البركان - السوق - ارزاق |

### من المسرحيات
| - زيارة خاصة جدا:1989 - زوجة واحدة تكفي: 1979 - عبود عبده عبود:1970 - ولا العفاريت الزرق - مولود في الوقت الضائع:-(مديحة) | - ممنوع الانتظار - آخر كرم:-(إلهام) - اثنين علي دبوس |

### أخرى
| - سهرة تليفزيونية:إعارة X إعارة:1998 - سهرة تليفزيونية:الحب في امتحان:1997 - مسلسل اذاعي:لسان العصفور:1992 - مسلسل اذاعي:برديس:1977 - سهرة تليفزيونية:فتش عن الرجل - سهرة تليفزيونية:رسمية | - تمثيلية: الفخ الذهبي - سهرة تليفزيونية:الشنطة في مكان أمين - سهرة تليفزيونية:الحياة لها بقية-(زوجة سيد أبو العز) - مسلسل اذاعي:السراب - سهرة تليفزيونية:الوفاء - سهرة تليفزيونية:تيجي تصيده | - سهرة تليفزيونية:قضية خاصة - سهرة تليفزيونية:علامة الاستفهام الاخيرة - سهرة تليفزيونية:الأصيل - مسلسل اذاعي:الوهم - سهرة تليفزيونية:ألوان الحب السبعة | - مسلسل اذاعي:دنيا بنت دنيا - تمثيلية:جميلة - مسلسل اذاعي:قاهر الظلام - سهرة تليفزيونية:أحلام الوحوش - سهرة تليفزيونية:سلاسل الحب |

## وصلات خارجية
- زيزي مصطفى على موقع IMDb (الإنجليزية)
- زيزي مصطفى على موقع قاعدة بيانات الأفلام العربية
- زيزي مصطفى على موقع قاعدة بيانات الفيلم (الإنجليزية)